# Hippeutister plaumanni
Hippeutister plaumanni är en skalbaggsart som beskrevs av August Reichensperger 1936. Hippeutister plaumanni ingår i släktet Hippeutister och familjen stumpbaggar. Inga underarter finns listade i Catalogue of Life.